# Вирус Марбург
Вирус Марбург — вид семейства филовирусов, относящийся к монотипному роду Marburgvirus. Вызывает геморрагическую лихорадку Марбург. Первоначально этот вирус был обнаружен в Центральной и Восточной Африке в виде инфекции у человекообразных и нечеловекообразных приматов.

## Таксономия
Представители родов Marburgvirus  и Ebolavirus первоначально классифицировались как виды ныне несуществующего рода Filovirus. В 1998 году Подкомитет по вирусам позвоночных предложил Международному комитету по таксономии вирусов разделить род Filovirus на два: Ebola-like virus и Marburg-like virus. В 2002 году была предложена современная номенклатура (Ebolavirus, Marburgvirus) в дополнение к переименованию единственного вида рода Marburgvirus в Lake Victoria marburgvirus. В 2011 году вид был снова переименован в Marburg marburgvirus.
Часть названия «Марбург» в названии взята по названию места первой вспышки в 1967 году в Марбурге, Германия.

## Вирусология

### Структура
Структура вириона характерна для филовирусов с длинными нитевидными частицами, соразмерными диаметру, но сильно различающимися по длине в среднем от 800 до 14 000 нм с пиком инфекционной активности около 790 нм. Вирионы (вирусные частицы) содержат семь известных структурных белков. Хотя он практически идентичен по структуре вирусу Эбола, вирус Марбург имеет антигенные отличия от него, другими словами, они вызывают выработку разных антител в инфицированных организмах. Он был идентифицирован как первый филовирус.

### Геном
Геном вируса Марбург содержит единственную молекулу одноцепочечной (-)РНК размером 19,1 Кб.

### Естественные носители
Резервуарным хозяином вируса Марбург являются египетские летучие крыланы (Rousettus aegyptiacus).  Это фруктовоядные летучие мыши, которые живут большими колониями (до нескольких тысяч особей) и предпочитают для своих днёвок глубокие и тёмные пещеры, шахты. Для крыланов вирус не патогенен, в низких концентрациях вирус РНК вируса Марбург обнаруживали во внутренних органах крыланов, а также в слюне и моче. Чаще всего, инфицирование крыланов происходят на 3 месяце жизни, к 8 месяцам вирус элиминируется из организма, наиболее активно крыланы выделяют вирус в возрасте от 4 до 7 месяцев. Колонии нильских крыланов, в которых подтверждено присутствие вируса Марбург, были зарегистрированы в Кении, Уганде, ДРК, Сьерра-Леоне, Гвинее. Заражение человека возможно после посещения пещер, в которых живёт колония крыланов, а также после употребления в пищу фруктов, контаминированных выделениями крыланов.

## Эпидемиология

### Распространённость
На 2023 год описано 18 вспышек лихорадки Марбург, большинство из них произошли в Африке. Три завозных случая были зарегистрированы в Германии и Югославии (1967), в США (2008) и Нидерландах (2008). Кроме того, два случая лабораторного заражения были задокументированы в научном центре «Вектор» (г. Кольцово, Новосибирская область).
| Год       | Страна                                 | Количество зарегистрированных случаев заболевания | Количество зарегистрированных смертельных случаев |
| --------- | -------------------------------------- | ------------------------------------------------- | ------------------------------------------------- |
| 1967      | Германия и Югославия                   | 31                                                | 7                                                 |
| 1975      | ЮАР                                    | 3                                                 | 1                                                 |
| 1980      | Кения                                  | 2                                                 | 1                                                 |
| 1987      | Кения                                  | 1                                                 | 1                                                 |
| 1988      | CCCP                                   | 1                                                 | 0                                                 |
| 1990      | CCCP                                   | 1                                                 | 1                                                 |
| 1998-2000 | Демократическая республика Конго       | 153                                               | 128                                               |
| 2004-2005 | Ангола                                 | 252                                               | 227                                               |
| 2007      | Уганда                                 | 3                                                 | 1                                                 |
| 2008      | США (завозной случай из Уганды)        | 1                                                 | 0                                                 |
| 2008      | Нидерланды (завозной случай из Уганды) | 1                                                 | 1                                                 |
| 2012      | Уганда                                 | 15                                                | 4                                                 |
| 2014      | Уганда                                 | 1                                                 | 1                                                 |
| 2017      | Уганда                                 | 3                                                 | 3                                                 |
| 2021      | Гвинея                                 | 1                                                 | 1                                                 |
| 2022      | Гана                                   | 2                                                 | 1                                                 |
| 2023      | Экваториальная Гвинея                  | 25                                                | 11                                                |
| 2023      | Танзания                               | 8                                                 | 5                                                 |
| 2024      | Руанда                                 | 26                                                | 8                                                 |

### Заболевание
Болезнь передаётся через жидкости организма, в том числе через кровь, кал, слюну и рвотные массы. Ранние симптомы часто неопределённы и обычно включают в себя лихорадку, головную боль и боль в мышцах по истечении инкубационного периода от трёх до девяти дней. По истечении пяти дней на туловище часто появляется мелкопапулезная сыпь. На поздних стадиях инфекция утяжеляется, симптомы могут включать желтуху, панкреатит, потерю веса, делирий и другие нейропсихиатрические симптомы, кровотечение, гиповолемический шок и полиорганную недостаточность чаще всего с вовлечением печени. Сообщения о наружных кровотечениях из отверстий тела широко распространены в популярной литературе, но фактически это происходит редко. Со временем, конечно, симптомы меняются, но обычно они длятся от одной до трёх недель, пока болезнь либо разрешается, либо убивает заражённого носителя инфекции. 

### Летальность
В среднем летальность MVD составляет порядка 50%. Коэффициенты летальности во время вспышек марбургской геморрагической лихорадки варьируются в пределах от 24% до 88%.